# 白い街角 (タケカワユキヒデのアルバム)
『白い街角』（英語表記:EMPTIEST FEELING）とは、1983年1月21日に発売されたタケカワユキヒデの3枚目のアルバムである。

## 概要
- 収録曲全１０曲中９曲が日本語詞で唄われ、アーティスト名が”武川行秀”と漢字でクレジットされたアルバム。
- また、ミッキー吉野がアレンジで参加した最後のアルバムとなった。
- タケカワは、つじむつじ名義で作詞も行っている。
- 演奏で、当時タケカワのソロ活動でバックバンドを務めていたTALIZMANが参加している。

## 収録曲
1. EMPTIEST FEELING（白い街角）
  - 作詞:岡田冨美子、つじむつじ　作曲:タケカワユキヒデ　編曲:ミッキー吉野
2. SO BABY（ソー・ベイビー）
  - 作詞:岡田冨美子　作曲:武川行秀　編曲:ミッキー吉野
3. PIANO BLUE（ピアノ・ブルー）
  - 作詞:WILL WILLIAMS、つじむつじ　作曲:武川行秀　編曲:ミッキー吉野
    - ゴダイゴのアルバムM.O.R.に収録されている「PIANO BLUE」の日本語版。
4. HAPPY BIRTHDAY（月夜のバースディー）
  - 作詞:つじむつじ　作曲:タケカワユキヒデ　編曲:ミッキー吉野
5. ROCK-A-BYE-NOW（ロッカ・バイ・ナウ）
  - 作詞:つじむつじ　作曲:タケカワユキヒデ　編曲:ミッキー吉野
6. LEMON DROPS（涙のレモン・ドロップス）
  - 作詞:つじむつじ　作曲:武川行秀　編曲:ミッキー吉野
7. I'll CHANGE MYSELF THIS TIME（さよならのラブレター）
  - 作詞:つじむつじ　作曲:武川行秀　編曲:ミッキー吉野
8. ENDRESS ROAD（エンドレス・ロード）
  - 作詞:岡田冨美子、つじむつじ　作曲:武川行秀　編曲:ミッキー吉野
9. HARD WORLD（ハード・ワールド）
  - 作詞:つじむつじ　作曲:タケカワユキヒデ　編曲:ミッキー吉野
10. GRAPE SEED（グレープ・シード）
  - 作詞:WILL WILLIAMS　作曲:タケカワユキヒデ　編曲:ミッキー吉野